# Sheila Taormina
Sheila Christine Taormina (* 18. März 1969 in Livonia) ist eine ehemalige US-amerikanische Schwimmerin, Triathletin und Fünfkämpferin.

## Werdegang
Sheila Taormina besuchte die University of Georgia. Sie nahm vier Mal an den Olympischen Spielen teil – und als erste Frau weltweit in drei verschiedenen Sportarten: Schwimmen, Triathlon und moderner Fünfkampf. 1996 gewann sie Gold bei den olympischen Spielen im Schwimmen (4 × 200 Meter Freistil-Staffette der Frauen).
1999 fing sie mit Triathlon an und in den Jahren 2000 sowie 2004 startete sie bei den Olympischen Spielen – wo sie den 6. und 23. Rang belegte. 2004 wurde sie in Portugal Triathlon-Weltmeisterin über die olympische Distanz.
In Japan wurde sie im September 2005 zudem Aquathlon-Weltmeisterin.
2008 nahm sie in Peking zum vierten Mal bei den Olympischen Spielen teil – jetzt im modernen Fünfkampf.
Heute ist Sheila Taormina als Trainerin und Motivationssprecherin tätig.

## Auszeichnungen
- 2008 wurde sie für ihre Erfolge mit der Aufnahme in die USA Triathlon Hall of Fame ausgezeichnet.[4][5]

## Sportliche Erfolge
| Datum/Jahr    | Rang | Wettbewerb                        | Austragungsort | Zeit        | Bemerkung                                                                                      |
| ------------- | ---- | --------------------------------- | -------------- | ----------- | ---------------------------------------------------------------------------------------------- |
| 11. Sep. 2005 | 12   | ITU Triathlon World Championships | Gamagōri       | 02:01:59    |                                                                                                |
| 25. Aug. 2004 | 23   | Olympische Sommerspiele 2004      | Athen          | 02:09:21    | Triathlon                                                                                      |
| 9. Mai 2004   | 1    | ITU Triathlon World Championships | Madeira        | 01:52:17    | Triathlon-Weltmeisterin über die olympische Distanz                                            |
| 6. Dez. 2003  | 13   | ITU Triathlon World Championships | Queenstown     | 02:10:11    |                                                                                                |
| 10. Aug. 2003 | 2    | Pan American Games                | Santo Domingo  | 02:00:11    |                                                                                                |
| 9. Nov. 2002  | 24   | ITU Triathlon World Championships | Cancún         | 02:07:00    |                                                                                                |
| 2. Sep. 2001  | 5    | Goodwill Games                    | Brisbane       | 02:03:52,79 | [ 6 ]                                                                                          |
| 22. Juli 2001 | 24   | ITU Triathlon World Championships | Edmonton       | 02:04:39    | Weltmeisterschaft                                                                              |
| 16. Sep. 2000 | 6    | Olympische Sommerspiele 2000      | Sydney         | 02:02:45,91 | Triathlon                                                                                      |
| 30. Apr. 2000 | 6    | ITU Triathlon World Championships | Perth          | 01:54:43    | Weltmeisterin auf der olympischen Distanz (1,5 km Schwimmen, 40 km Radfahren und 10 km Laufen) |

| Datum/Jahr | Rang | Wettbewerb                   | Austragungsort | Zeit | Bemerkung                                                                                      |
| ---------- | ---- | ---------------------------- | -------------- | ---- | ---------------------------------------------------------------------------------------------- |
| 2008       | 19   | Olympische Sommerspiele 2008 | Peking         |      | Moderner Fünfkampf (Pistolenschießen, Degenfechten, Schwimmen, Springreiten und ein Crosslauf) |

| Datum/Jahr   | Rang | Wettbewerb                       | Austragungsort | Zeit | Bemerkung                                                                 |
| ------------ | ---- | -------------------------------- | -------------- | ---- | ------------------------------------------------------------------------- |
| 8. Sep. 2005 | 1    | ITU Aquathlon World Championship | Gamagōri       |      | Aquathlon-Weltmeisterin (2,5 km Laufen, 1 km Schwimmen und 2,5 km Laufen) |

| Datum/Jahr | Rang | Wettbewerb                   | Austragungsort | Zeit     | Bemerkung                                                                             |
| ---------- | ---- | ---------------------------- | -------------- | -------- | ------------------------------------------------------------------------------------- |
| 1996       | 1    | Olympische Sommerspiele 1996 | Atlanta        | 07:59:87 | 4 × 200 m Freistil (zusammen mit Jenny Thompson, Trina Jackson und Cristina Teuscher) |

(DNF – Did Not Finish)

## Publikationen
- Sheila Taormina: Kraulschwimmen wie die Profis : die Geheimnisse der Schwimmtechnik der besten Schwimmer der Welt Spomedis, Hamburg 2013, ISBN 978-3-936376-82-1
- Sheila Taormina: Kraul, Schmetterling, Rücken, Brust : die Geheimnisse der Topschwimmer Spomedis, Hamburg 2015, ISBN 978-3-95590-060-1